# Великий Двор (Харовский район)
Вели́кий Двор — деревня в Харовском районе Вологодской области.
Входит в состав Харовского сельского поселения, с точки зрения административно-территориального деления — в Харовский сельсовет.
Расстояние до районного центра Харовска по автодороге — 7 км.
По переписи 2002 года население — 17 человек.